# Шаклеин, Николай Иванович
Никола́й Ива́нович Шакле́ин (20 декабря 1943, деревня Коршуниха — 16 мая 2023, Киров) — российский государственный и политический деятель. Губернатор Кировской области (14 января 2004 — 14 января 2009), член Совета Федерации России от Кировской области (2009—2011), депутат Государственной Думы (1997—2003), заместитель Генерального прокурора Российской Федерации (1991—1993).

## Биография
Родился 20 декабря 1943 года в деревне Коршуниха Просницкого района Кировской области (ныне на территории Кирово-Чепецкого района). С 16 лет (1959 год) работал токарем и слесарем на Кировском заводе имени 1 Мая. В 1973 году окончил заочное отделение юридического факультета Пермского государственного университета.
С 1969 года работал юрисконсультом кировского завода «Маяк». С 1971 года работал в кировской прокуратуре в должности помощника прокурора Кирова, с 1978 года — прокурор Октябрьского района Кирова. С августа 1981 года работал инструктором Кировского обкома КПСС, затем — заместителем прокурора Кировской области.
В мае 1986 года назначен прокурором Кировской области. В сентябре 1987 года переведён в Москву на должность инструктора административных органов ЦК КПСС. В 1991—1993 годах работал заместителем Генерального прокурора РФ при В. Г. Степанкове. После работал заместителем главы администрации Кировской области.
В 1993 году присвоен чин государственного советника юстиции 2 класса.
23 марта 1997 года доизбран в Государственную Думу 2-го созыва от одномандатного избирательного округа № 92. Работал в Комитете Государственной Думы по законодательству и судебно-правовой реформе. Вошёл в депутатскую группу «Регионы России». 19 декабря 1999 года избран в Государственную Думу 3-го созыва от того же участка. Работал заместителем председателя Комитета ГД по законодательству.
С 2004 по 2009 год — губернатор Кировской области.
В 2006 году защитил кандидатскую диссертацию на тему «Ограничение прав и свобод человека в Российской Федерации».
С 16 марта по 25 сентября 2007 года — член президиума Государственного совета Российской Федерации.
В 2009—2011 годах — член Совета Федерации от исполнительного органа государственной власти Кировской области.
В 2011 году защитил докторскую диссертацию на тему «Конституционно-правовой статус федерального и региональных парламентов Российской Федерации и проблемы его совершенствования».
С 16 января 2012 по май 2019 года — директор Волго-Вятского института (филиала) Университета имени Кутафина (МГЮА) в городе Кирове. Советник ректора Университета имени О. Е. Кутафина (МГЮА) с 2019 года.
Скончался после продолжительной болезни 16 мая 2023 года на 80-м году жизни. Похоронен на Новомакарьевском кладбище Кирова.

## Критика
Оппозиционные СМИ Кировской области критиковали Н. Шаклеина во время его губернаторства, за, как они считали, отстаивание интересов крупного областного бизнеса в ущерб интересам населения области, а также мелкого и среднего бизнеса. В первую очередь среди «клиентов» Н. Шаклеина назывались предприятия группы «Система Глобус», принадлежащей бизнесмену Олегу Березину, и холдинг «Дороничи», который связывают с именем другого влиятельного бизнесмена Валерия Крепостнова.
При этом обвинениям в коррупции и использовании административного ресурса придавал веса тот факт, что упомянутый влиятельный бизнесмен Валерий Крепостнов указом Н. Шаклеина был в 2007 году введён в состав Правительства Кировской области и занимал пост вице-губернатора, ответственного за вопросы экономики. Журнал «Эксперт» называл В. Крепостнова ближайшим соратником и «альтер эго» Н. Шаклеина. А Центр политической конъюнктуры России считал В. Крепостнова наиболее вероятным «преемником». Н. Шаклеина. После отставки Н. Шаклеина с поста губернатора, своё место в правительстве Кировской области оставил и В. Крепостнов..
Выходящая в Кирове газета «Вятский наблюдатель» использовала термин «Группировка ШБК» для обозначения неформального центра политического влияния, который, по мнению газеты, образовывали Н. Шаклеин, О. Березин и В. Крепостнов.
В 2005 году будучи на посту губернатора Кировской области он допустил банкротство и ликвидацию «Слободского пивоваренного завода».

## Награды и звания
- Заслуженный юрист Российской Федерации (1999)[12];
- Медаль «За укрепление государственной системы защиты информации» I степени (2007, ФСТЭК)[13];
- Благодарность Президента Российской Федерации (20 марта 2009 года) — за многолетнюю добросовестную работу[14];
- Медаль Руденко (2018)[15];
- Знак «За заслуги» (2019) — высшая награда Университета имени О.Е. Кутафина (МГЮА)[16].